# Lygistorrhina magna
Lygistorrhina magna är en tvåvingeart som beskrevs av Loïc Matile 1990. Lygistorrhina magna ingår i släktet Lygistorrhina och familjen Lygistorrhinidae.
Artens utbredningsområde är Kongo. Inga underarter finns listade i Catalogue of Life.